# Armée Montonero
L'Armée Montonero était une organisation militaire argentine créée en tant que branche militaire du Parti Montonero. Sa création est une conséquence d'une réorganisation de l'organisation politico-militaire des Montoneros réalisée en 1975, qui séparait les fonctions politiques et militaires en deux organisations différentes, tout en soumettant la branche militaire à la direction politique,.
Les Montoneros ont émergé comme organisation de la résistance péroniste en 1970, mais après 1975, ils ont considéré que le mouvement péroniste s'était épuisé et devait être remplacé par le mouvement Montonero, c'est pourquoi le parti et l'armée Montonero ont été créés. L'Armée Montonero fut commandée depuis sa création jusqu'à sa dissolution par Mario Firmenich. Ses membres portaient des uniformes et étaient classés selon leur hiérarchie dans la chaîne de commandement militaire,.

## Histoire
La création de l'Armée Montonero a été annoncée en mars 1976 , quelques jours avant l'installation en Argentine de la dictature appelée Processus de réorganisation nationale . La décision de le créer a été prise par l'organisation politico-militaire (OPM) Montoneros , afin de séparer sa structure militaire de sa structure politique, établissant une subordination de la branche armée à l'organisation politique, qui a pris le nom de Parti Montonero. Les Montoneros, qui se considéraient comme faisant partie du mouvement péroniste, considérait à l'époque, après la grève générale et la mobilisation syndicale contre le Rodrigazo , en juin 1975, pendant la présidence constitutionnelle de María Estela Martínez de Perón, que le péronisme était épuisé comme argument historique. mouvement populaire, et cette place allait être occupée par le mouvement Montonero. Le groupe a utilisé la Gazette fédérale Estrella comme principal organe de diffusion.

### Attaques et actions pertinentes
L'armée Montonero a mené des opérations à grande échelle au cours de ses deux premières années d'existence, comme le naufrage de l'ARA Santísima Trinidad, l'opération Gardel, l' attaque du RIM-29, l'attaque de la Coordination fédérale en 1976, l'attaque contre le dictateur Jorge Rafael Videla en 1976. Une autre attaque importante fut une bombe placée dans le mini-cinéma du ministère de la Défense le 16 décembre 1976, qui fit environ 9 morts parmi les officiers (selon des sources non officielles, le nombre était de 20) et plusieurs blessé.
En 1979 et 1980, elle a mené deux contre-offensives controversées , qui ont échoué, après quoi son activité a été réduite presque au point de disparaître.
Outre les combattants morts au combat, l'armée Montonero a perdu un grand nombre de combattants en raison de la politique systématique de terrorisme d'État appliquée par la dictature, torturant et exécutant illégalement les détenus, puis faisant disparaître leurs restes.